# Hyloctistes
Hyloctistes was een geslacht van zangvogels uit de familie ovenvogels (Furnariidae). De twee soorten in dit geslacht, oostelijke bosbladspeurder en westelijke bosbladspeurder, zijn verplaatst naar het geslacht Automolus.